# 차서린
차서린(본명: 김신후,1985년 8월 9일~)는 대한민국의 배우 이자 모델이다. 성균관대학교에서 연기예술학과를 나왔으며, 2006년 한국 슈퍼모델 선발대회 1위와 한중 슈퍼모델 선발대회 2위를 차지했다.

## 학력
- 안양예술고등학교
- 명덕여자고등학교 (졸업)
- 성균관대학교 연기예술학과 (졸업)

## 수상
- 2006년 - 한국 슈퍼모델 선발대회 1위
- 2006년 - 한중 슈퍼모델 선발대회 2위

## 영화
- 쇼쇼쇼

## 드라마
- SBS - 건빵선생과 별사탕
- MBC - 로망스
- KBS1 - 학교4

### 방송
- 채널V 코리아 - 생방송 해피타임
- SBS - 골때리는 그녀들

## CF
- 캘러웨이골프
- 캘러웨이어패럴
- 아모레퍼시픽 리리코스
- 비트로 스포츠
- 스카이
- 비오템 옴브
- 헤드 앤 숄더
- 백세주
- 올림푸스
- 위스퍼
- 미장센
- 해태 젠느
- 해태 섹시감자
- 던킨도너츠

## 뮤직비디오
- 이수영 - 휠릴리
- 이수영 - 안단테
- 모닝본드 - 네게